# Nosferattus ciliatus
Nosferattus ciliatus – gatunek pająka z rodziny skakunowatych i podrodziny Salticinae.

## Taksonomia
Gatunek ten opisany został po raz pierwszy w 2005 roku przez Gustava R.S. Ruiza i Antônia D. Brescovita na łamach „Revista Brasileira de Zoologia”. Jako lokalizację typową wskazano Parque Nacional dos Lençóis Maranhenses w gminie Barreirinhas w brazylijskim stanie Maranhão. Epitet gatunkowy oznacza po łacinie „orzęsiony” i nawiązuje do owłosienia na brzusznej krawędzi cymbium pająka.

## Morfologia
Samce osiągają od 3 do 3,15 mm długości ciała i od 1,5 do 1,6 mm długości karapaksu, którego to barwa jest żółta z ciemnobrązową częścią głowową, szerokim paskiem od części głowowej po tylną krawędź prosomy i dwoma wąskimi, podłużnymi paskami białych włosków od krawędzi przedniej do tylnej, stycznymi z wewnętrznymi brzegami oczu pary tylno-bocznej. Rozbieżne ku przodowi szczękoczułki są samca żółte z brązowymi częściami nasadowymi. Przednia krawędź bruzdy szczękoczułka ma pięć zębów, a na tylnej jej krawędzi brak jest modyfikacji. Barwa wargi dolnej, szczęk oraz sternum jest żółta. Odnóża są żółte z rozproszonym, brązowym nakrapianiem. Opistosoma (odwłok) jest bladokremowa, z wierzchu z parą podłużnych, brązowych pasków oraz wąskim, pośrodkowym paskiem białych włosków. Przednie kądziołki przędne są żółte, tylne zaś brązowe.
Nogogłaszczki samca są brązowe z białymi włoskami na cymbium. Cechują się blisko siebie umieszczonymi ostrogami na apofizie retrolateralnej goleni oraz przedodsiebno-przednio-bocznym miejscem osadzenia embolusa.

## Rozprzestrzenienie
Gatunek neotropikalny, południowoamerykański, endemiczny dla stanu  Maranhão w Brazylii.